# Kirchlicher Dienst in der Arbeitswelt
Der Kirchliche Dienst in der Arbeitswelt (KDA) ist eine Arbeitsgemeinschaft landeskirchlicher Einrichtungen der Evangelischen Kirche in Deutschland. Er wird von bundesweit 117 regionalen Büros in zwanzig landeskirchlichen Dienststellen vertreten.
Der KDA verknüpft soziale, ökonomische mit sozialethischen Fragestellungen. Der KDA hat den Auftrag, Menschen in der Arbeitswelt in ihrer christlichen Existenz und in ihrer verantwortlichen Mitarbeit in Betrieb, Wirtschaft und Gesellschaft, besonders im sozial- und gesellschaftspolitischen Bereich, zu begleiten und zu unterstützen. 1995 wurde der KDA mit dem Hans-Böckler-Preis ausgezeichnet. Die Geschäftsstelle hat ihren Sitz in Hannover. Der KDA bildet gemeinsam mit der Arbeitsgemeinschaft Handwerk und Kirche (AHK) und dem  Bund Evangelischer Arbeitnehmer (BEA) den Evangelischen Verband Kirche Wirtschaft Arbeitswelt (KWA).